# The Bleeding Edge
The Bleeding Edge, és un documental original de Netflix estrenat el 2018 que investiga la indústria multimilionària dels dispositius mèdics.
Escrita i dirigida per Kirby Dick i produïda per Amy Ziering i Amy Herdy, es va estrenar al Festival de Cinema de Tribeca del 2018. La pel·lícula es va exhibir al públic a partir del 27 de juliol de 2018 a la plataforma Netflix.
El documental examina implants mèdics d'alt risc, que no requereixen proves abans de sortir al mercat. Les persones que entrevista la pel·lícula descriuen complicacions severes en la seva salut causades per aquests estris, incloent el dispositiu anticonceptiu Essure, la malla quirúrgica, i els malucs artificials d'aliatge cromo-cobalt.

## Ressò

### Crítica
Rotten Tomatoes va indicar que el 100% dels seus usuaris va fer una crítica positiva a la pel·lícula. Frank Scheck, escrivint per a The Hollywood Reporter, va descriure-la com "un obrir d'ulls aterridor", remarcant que “la pel·lícula conclou informant que ningú de la FDA o de cap de les companyies involucrades va accedir a ser entrevistat.” Al seu torn, IndieWire va mostrar la pel·lícula com “una bona oportunitat per a alertar a persones que han estat o podrien ser enganyades.”
La revista Flavorwire, d'altra banda, diu que la pel·lícula “alterna històries d'aquells que estan sofrint a causa dels efectes secundaris de dispositius pobrament posats a prova, i la descripció de la seva condició és visceral, fa por i horroritza, donant com a resultat una pel·lícula difícil de veure, però encara més difícil d'ignorar.”

### Impacte
El 20 de juliol de 2018, Bayer va anunciar que interromprien la venda del dispositiu anticonceptiu Essure als Estats Units.